# PFC Sochi
PFC Sochi, (tiếng Nga: Профессиональный футбольный клуб Сочи, đã Latinh hoá: Professionalny Futbolny Klub Sochi), là một câu lạc bộ bóng đá chuyên nghiệp của Nga có trụ sở tại Sochi. Câu lạc bộ chơi các trận đấu sân nhà tại sân vận động Olympic Fisht, sân bóng có 41,000 chỗ ngồi.

## Lịch sử
PFC Sochi được thành lập ngày 6 tháng 6 năm 2018, sau khi FC Dynamo Saint Petersburg chuyển trụ sở đến Sochi, trở thành câu lạc bộ bóng đá chuyên nghiệp duy nhất của thành phố này. Trước khi bắt đầu mùa giải ra mắt, câu lạc bộ đã thi đấu 5 trận giao hữu với các câu lạc bộ đến từ Nga, Belarus và Uzbekistan. Đối thủ đầu tiên là FC AGMK.
Ngày 11 tháng 5 năm 2019, câu lạc bộ kết thúc ở vị trí thứ 2 tại Russian National Football League 2018–19 và sau đó lần đầu tiên giành quyền thăng hạng lên chơi tại Russian Premier League mùa giải 2019–20.
Ngày 20 tháng 11 năm 2019, Sochi tuyên bố rằng ông Alexanderr Tochilin đã từ chức huấn luyện viên trưởng và bổ nhiệm Roman Berezovsky làm huấn luyện viên tạm thời. Ngày 8 tháng 12 năm 2019, Vladimir Fedotov trở thành huấn luyện viên chính thức với bản hợp đồng có thời hạn 2 năm rưỡi.
Ngày 19 tháng 6 năm 2020, Sochi đã đánh bại FC Rostov với tỷ số 10–1, lập kỷ lục trận đấu có cách biệt lớn nhất lịch sử giải bóng đá Ngoại hạng Nga.
Sochi đã kết thúc mùa giải Ngoại hạng Nga 2020–21 ở vị trí thứ 5 và đủ điều kiện tham dự cúp châu Âu (UEFA Europa Conference League) lần đầu tiên trong lịch sử.

### Thứ hạng tại giải vô địch quốc gia
| Mùa giải | Giải vô địch quốc gia | Giải vô địch quốc gia | Giải vô địch quốc gia | Giải vô địch quốc gia | Giải vô địch quốc gia | Giải vô địch quốc gia | Giải vô địch quốc gia | Giải vô địch quốc gia | Giải vô địch quốc gia | Giải vô địch quốc gia | Cúp Quốc gia | Châu Âu | Vua phá lưới      | Vua phá lưới |
| Mùa giải | Hạng                  | VT                    | ST                    | T                     | H                     | B                     | BT                    | BB                    | HS                    | Đ                     | Cúp Quốc gia | Châu Âu | Tên               | Bàn thắng    |
| -------- | --------------------- | --------------------- | --------------------- | --------------------- | --------------------- | --------------------- | --------------------- | --------------------- | --------------------- | --------------------- | ------------ | ------- | ----------------- | ------------ |
| 2018–19  | 2                     | 2                     | 38                    | 19                    | 12                    | 7                     | 63                    | 34                    | +29                   | 69                    | Vòng 3       | —       | Maksim Barsov     | 19           |
| 2019–20  | 1                     | 12                    | 30                    | 8                     | 9                     | 13                    | 40                    | 39                    | +1                    | 33                    | Vòng 32 đội  | —       | Aleksandr Kokorin | 7            |

### Các huấn luyện viên
Tính đến ngày 8 tháng 12 năm 2019
| Tên                          | Quốc tịch | Từ         | Tới        | ST | T  | H  | B  | BT | BB | %T    |
| ---------------------------- | --------- | ---------- | ---------- | -- | -- | -- | -- | -- | -- | ----- |
| Aleksandr Tochilin           | Nga       |            | 20–11–2019 | 56 | 22 | 16 | 18 | 78 | 59 | 39.29 |
| Roman Berezovsky (Tạm quyền) | Armenia   | 20–11–2019 | 08–12–2019 | 2  | 0  | 2  | 0  | 2  | 2  | 0.00  |
| Vladimir Fedotov             | Nga       | 08–12–2019 | nay        | 0  | 0  | 0  | 0  | 0  | 0  | —     |

### Các đội trưởng
| Giai đoạn | Đội trưởng       |
| --------- | ---------------- |
| 2018–2019 | Yevgeni Pesegov  |
| 2019–nay  | Soslan Dzhanayev |

### Danh hiệu
Russian Football National League
- Á quân: 2018–19

## Sân nhà
Kể từ khi thành lập, PFC Sochi chơi tại sân vận động Olympic Fisht ở Sochi. Sân vận động này cung cấp 40.000 chỗ ngồi cho khán giả.
Cơ sở thể thao liên bang "Yug Sport" là trung tâm huấn luyện vào đầu mùa giải 2018-19.

## Đội hình hiện nay
Tính đến ngày 28 tháng 5 năm 2020
Ghi chú: Quốc kỳ chỉ đội tuyển quốc gia được xác định rõ trong điều lệ tư cách FIFA. Các cầu thủ có thể giữ hơn một quốc tịch ngoài FIFA.
| Số | VT | Quốc gia   | Cầu thủ                                        |
| -- | -- | ---------- | ---------------------------------------------- |
| 5  | TV | Nga        | Aleksei Pomerko                                |
| 8  | TV | Nga        | Nikita Koldunov                                |
| 9  | TĐ | Nga        | Anton Zabolotny                                |
| 10 | TĐ | Nga        | Maksim Barsov                                  |
| 12 | TM | Nga        | Nikolai Zabolotny                              |
| 15 | HV | Nga        | Ibragim Tsallagov                              |
| 16 | TV | Ecuador    | Christian Noboa                                |
| 17 | TV | Nga        | Andrei Mostovoy (mượn từ Zenit St. Petersburg) |
| 18 | TV | Nga        | Nikita Burmistrov                              |
| 21 | TV | Kazakhstan | Akmal Bakhtiyarov                              |
| 24 | HV | Nga        | Elmir Nabiullin                                |
| 25 | HV | Nga        | Ivan Novoseltsev                               |
| 26 | HV | Nga        | Nikita Kalugin                                 |

| Số | VT | Quốc gia               | Cầu thủ                                          |
| -- | -- | ---------------------- | ------------------------------------------------ |
| 27 | HV | Nga                    | Kirill Zaika                                     |
| 32 | HV | Slovenia               | Miha Mevlja                                      |
| 34 | HV | Nga                    | Timofei Margasov                                 |
| 35 | TM | Nga                    | Soslan Dzhanayev (đội trưởng)                    |
| 45 | HV | Serbia                 | Ivan Miladinović                                 |
| 56 | HV | Nga                    | Vadim Milyutin                                   |
| 58 | TV | Nga                    | Andrei Bokovoy                                   |
| 77 | TĐ | Nga                    | Dmitry Poloz                                     |
| 87 | TĐ | Armenia                | Aleksandre Karapetian                            |
| 90 | HV | Nga                    | Pavel Shakuro                                    |
| 91 | TĐ | Nga                    | Aleksandr Kokorin (mượn từ Zenit St. Petersburg) |
| 94 | TV | Montenegro             | Dušan Lagator                                    |
| 95 | TV | Cộng hòa Dân chủ Congo | Giannelli Imbula                                 |

### Hết hạn cho mượn
Ghi chú: Quốc kỳ chỉ đội tuyển quốc gia được xác định rõ trong điều lệ tư cách FIFA. Các cầu thủ có thể giữ hơn một quốc tịch ngoài FIFA.
| Số | VT | Quốc gia | Cầu thủ                    |
| -- | -- | -------- | -------------------------- |
| —  | HV | Nga      | Igor Yurganov (tại Tambov) |

### Cầu thủ khác
Ghi chú: Quốc kỳ chỉ đội tuyển quốc gia được xác định rõ trong điều lệ tư cách FIFA. Các cầu thủ có thể giữ hơn một quốc tịch ngoài FIFA.
| Số | VT | Quốc gia | Cầu thủ              |
| -- | -- | -------- | -------------------- |
| —  | TM | Nga      | Rostislav Soldatenko |
| —  | TV | Armenia  | Erik Vardanyan       |

## Ban huấn luyện
- Huấn luyện viên trưởng - Vladimir Fedotov
- Trợ lý huấn luyện viên - Aleksandr Novikov, Roman Berezovsky, Murat Iskakov
- Huấn luyện viên thủ môn - Dmitri Borodin

## Các cầu thủ đáng chú ý
Cầu thủ có tên được in đậm là tuyển thủ quốc gia khi còn khoác áo Sochi.
| Nga - Soslan Dzhanayev - Aleksandr Kokorin - Fyodor Kudryashov - Yevgeni Makeyev - Elmir Nabiullin - Ivan Novoseltsev - Dmitry Poloz - Anton Zabolotny Các nước thuộc Liên Xô cũ - Aleksandre Karapetian - Erik Vardanyan | Châu Âu - Adil Rami - Dušan Lagator - Miha Mevlja Châu Phi - Giannelli Imbula - Victorien Angban Nam Mỹ - Christian Noboa - Emanuel Mammana - Rodrigão - Mateo Cassierra |